# Eozapus
Eozapus is een geslacht van zoogdieren uit de familie slingermuizen (Zapodidae). De wetenschappelijke naam van het geslacht werd in 1899 gepubliceerd door Edward Alexander Preble.

## Soorten
Er worden 3 soorten in dit geslacht geplaatst:
- Eozapus setchuanus (de Pousargues, 1896)
- Eozapus vicinus (O. Thomas, 1912)
- Eozapus wanglangensis Yang Siyu, Liu Shaoying, & Chen Shunde, 2025[2]